# Odpisani
Odpisani (srbsko Otpisani) je bil srbski vojni film iz leta 1974.
Sam film je prikazoval zgodbo skupine prijateljev v Beogradu, katere je presenetila druga svetovna vojna. Vključili so se v odporniško gibanje, nakar zaradi uspešnih akcij postanejo cilj Gestapovih preiskav.
Zaradi uspešnosti filma je čez dve leti sledilo nadaljevanje, Vrnitev odpisanih. Istočasno, leta 1974, je bila predvajana tudi istoimenska nadaljevanka.